# Onychotillus vittatus
Onychotillus vittatus là một loài bọ cánh cứng trong họ Cleridae. Loài này được Chapin miêu tả khoa học năm 1945.